# デイヴ・コーズ
デイヴ・コーズ（Dave Koz、1963年3月27日 - ）は、アメリカ合衆国のフュージョン・サックス奏者。

## バイオグラフィ
カリフォルニア州ロサンゼルスサン・フェルナンド出身のユダヤ系。兄に倣いサックスを始める。カリフォルニア大学ロサンゼルス校に入学し、卒業後はボビー・コールドウェルとの知遇を得ることで、ミュージシャンの道に選んだ。彼のヒット曲「ハート・オブ・マイン (Heart of Mine)」のバックでサックスを取っているのも彼である。
初期の頃はデヴィッド･コーズの名でクレジット。ザ・リッピントンズやトム・スコット、ジェフ・ローバーのバンドに参加し、L.A.系のフュージョン・ミュージシャンとして名を上げた。1990年にデビュー・アルバム『デイヴ・コーズ』をキャピトル・レコードからリリース。1993年のセカンド・アルバム『ラッキー・マン』にはフィル・ペリーやメイシオ・パーカー等をゲストに迎え、70万枚のセールスを上げており、ゴールド・ディスクを獲得した。その1994年には、自らパーソナリティを務めるラジオ番組『Dave Koz Radio Show』をスタートし、ラジオシーンを始めとして人気を集めるようになる。1996年には3枚目のアルバム『Off The Beaten Path』をリリース。1997年にはクリスマス企画アルバム『December Makes Me Feel This Way』をリリース。2000年にはアルバム『ザ・ダンス』をリリースし、大ヒット。なお、国内盤（東芝EMI）には宇多田ヒカルの「First Love」のカバー曲とアジア向けのボーナス・トラックが収められている。2001年にはクリスマスの企画アルバム『A Smooth Jazz Christmas』をリリース。
ソロ活動の一方、2002年にフランク・コディ、ハイマン・カッツとランデヴー・エンタテインメント（Rendezvous Entertainment）を設立し、副社長兼芸術監督に就任。ジョナサン・バトラー、クリス・ボッティ、カーク・ウェイラム等のアルバムを傘下のレーベルからリリースしている。2004年には「Radio & Records」の年間最優秀賞を獲得。同年、『ピープル』誌の「最もホットな50人の独身男性」の一人にも選ばれた。また、同年4月に『アドヴォケイト』誌のインタビューでゲイであることをカミングアウトした。
2005年4月には、日本のラジオ局J-WAVEとカリフォルニアのラジオ局THE WAVEとの共同番組『Smooth Air』のパーソナリティをするようになる。2006年3月から4月にかけてカーク・ウェイラムらとともに「ランデヴー・オール・スターズ」として来日公演し、同年8月に本人名義で初来日公演した。同年9月にシングル「It Might Be You」を発表、2007年1月には映画音楽のスタンダード集『アット・ザ・ムービーズ』を発表した。
初来日以来コンスタントに公演をしており、アンコールでは「夏の思い出」や「小さい秋見つけた」等、来日した時の季節に合わせた日本の楽曲を演奏している。「東京JAZZ 2006」にも出演し、チック・コリアやラリー・カールトン等多くのベテラン勢がいる中、最も多くの支持を得る。
2008年8月に、ランデヴー・エンタテインメントがマック・アヴェニュー・レコードに売却されたことが報じられる。だがブランド名は残り、レーベルは継続されることとなる。キャピトルとの契約のため、自主レーベルからソロ・アルバムを出すことはできなかった。
2009年6月にコンコード・レコードに移籍。9月にデイヴはハリウッド・ウォーク・オブ・フェームに名前を刻むことを果たした。
2010年にコンコードよりアルバム『ハロー・トゥモロウ』を発表。2013年には、2011年のブルーノート東京におけるライブの模様を収録したアルバム『Live at the Blue Note Tokyo』を発表した。同年にサックス奏者のジェラルド・アルブライト、ミンディ・エイベア、リチャード・エリオットらと「デイヴ・コーズ&フレンズ」名義でアルバム『サマー・ホーンズ』を発表。2014年には4枚目のクリスマス・アルバムとなる『ハート・アンド・ソウル・オブ・クリスマス -The 25th of December-』を発表している。

## ディスコグラフィ

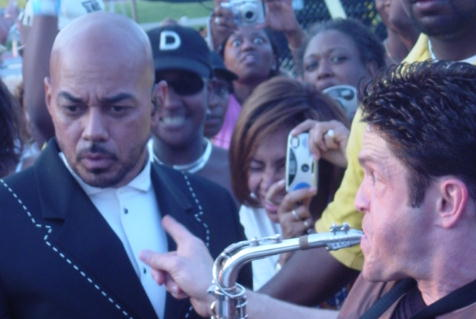
ジェームス・イングラム（左）とデイヴ・コーズ

### スタジオ・アルバム
- 『デイヴ・コーズ』 - Dave Koz (1990年)
- 『ラッキー・マン』 - Lucky Man (1993年)
- Off the Beaten Path (1996年)
- December Makes Me Feel This Way	 (1997年)
- 『ザ・ダンス』 - The Dance (1999年)
- A Smooth Jazz Christmas (2001年)
- Golden Slumbers: A Father's Lullaby (2002年)
- Saxophonic (2003年)
- Golden Slumbers: A Father's Love (2005年)
- 『アット・ザ・ムービーズ』 - At the Movies (2007年)
- Memories of a Winter's Night (2007年)
- 『ハロー・トゥモロウ』 - Hello Tomorrow (2010年)
- 『サマー・ホーンズ』 - Dave Koz & Friends – Summer Horns (2013年)
- 『ハート・アンド・ソウル・オブ・クリスマス -The 25th of December-』 - The 25th Of December (2014年)
- Collaborations: 25th Anniversary Collection (2015年)
- Dave Koz & Friends: 20th Anniversary Christmas (2017年)
- Dave Koz and Friends: Summer Horns II From A to Z (2018年 Just Koz Entertainment / Concord Records)
- A New Day (2020年 Just Koz Entertainment)
- The Golden Hour with Cory Wong (2021年 Just Koz Entertainment)
- Just Us with Bob James (2025年 Just Koz Entertainment)

### ライブ・アルバム
- Live in Trinidad (1996年)
- Live at the Blue Note Tokyo (2013年)

### コンピレーション・アルバム
- 『グレイテスト・ヒッツ』 - Greatest Hits (2008年)

### 映像作品
- Live From Trinidad (1997年)